# Wapen van Eibergen

Wapen van Eibergen

Het Wapen van Eibergen toont een schild van azuur, beladen met drie eieren van goud geplaatst een op twee. Recht boven het schild zijn ook drie eieren geplaatst

## Geschiedenis
Op 20 juli 1816 werd Eibergen bevestigd met dit wapen. Eibergen heeft eerder een wapen gehad, er zijn diverse stadszegels (1652, 1694, 1723 en 1746) en gildenzegel (1629) overgeleverd. De oorsprong van de eieren blijft echter een open vraag, hoewel verondersteld wordt dat er een verband zou zijn met het wapen van Otto van Bronckhorst van de heerlijkheid Borculo welke drie koeken voerde. Eibergen maakte deel uit van deze heerlijkheid. Ook wordt gespeculeerd over de ei-vormige gracht die Eibergen ooit afsloot. Ten slotte bestaat een anekdote over bewoners uit Neede die ter plaatse naar kievitseieren gingen zoeken en ter plaatse drie stuks vonden, waardoor men nadien deze plaats Eibergen ging noemen.

## Bron
- Gemeentewapens, Jaarboek Achterhoek en Liemers 1982. Oudheidkundige vereniging "De Graafschap" Uitgave Walburg pers.

Aalst · 
Ammerzoden · 
Angerlo · 
Appeltern · 
Batenburg · 
Beesd · 
Beltrum · 
Bemmel · 
Bergharen · 
Bergh · 
Beusichem · 
Borculo · 
Brakel · 
Buurmalsen · 
Deil · 
Didam · 
Dinxperlo · 
Dodewaard ·
Doornspijk ·
Dreumel ·
Driel ·
Echteld ·
Eibergen ·
Elst ·
Est en Opijnen ·
Everdingen ·
Ewijk ·
Gameren ·
Geesteren · 
Geldermalsen · 
Gendringen · 
Gendt ·
Groenlo ·
Groesbeek ·  
Haaften ·
Hedel ·
's-Heerenberg ·
Heerewaarden ·
Hemmen ·
Hengelo ·
Herwen en Aerdt ·
Herwijnen ·
Heteren ·
Heukelum ·
Hoevelaken ·
Horssen ·
Huissen ·
Hummelo en Keppel ·
Hurwenen  ·
Kerkwijk ·
Keppel ·
Kesteren ·
Laren · 
Lichtenvoorde ·
Lienden ·
Lingewaal · 
Maurik ·
Millingen aan de Rijn ·
Nederhemert ·
Neede ·
Neerijnen ·
Netterden ·
Niftrik ·
Nijbroek ·
Ophemert ·
Overasselt ·
Pannerden ·
Poederoijen · 
Renkum ·
Rijnwaarden ·
Rossum ·
Ruurlo ·
Steenderen ·
Terborg ·
Twello ·
Ubbergen ·
Valburg ·
Varik ·
Vorden ·
Vuren ·
Waardenburg ·
Wadenoijen ·
Wamel ·
Wehl ·   
Warnsveld ·
Wisch ·
Zeddam ·
Zelhem ·
Zoelen ·
Zuilichem 

Dorps-, heerlijkheids- en stadswapens: 

Acquoy 
· Baak 
· Barlham 
· Bredevoort 
· Doreweerd 
· Elden
· Enspijk 
· Gellicum 
· Groessen 
· Hakfort 
· Hellouw 
· IJzendoorn 
· Kell  
· Lede en Oudewaard 
· Lichtenberg 
· Loil 
· Maasbommel 
· Meijnerswijk 
· Meteren 
· Middagten 
· Rhenoy 
. Rumpt
· Tricht 
· Verwolde 
· Wildenborch